# Kościół ewangelicki w Ciecholubiu
Kościół ewangelicki w Ciecholubiu – szachulcowa świątynia, która znajdowała się Ciecholubiu na skraju lasu, przy drodze Miastko-Słupsk. Rozebrana w 2004 lub 2006 i przeniesiona do Warcina.

## Historia
Kościół powstał w końcu XVII wieku i służył okolicznym protestantom. Początkowo nie posiadał ani wieży, ani prezbiterium. Był mały, prostokątny, jednonawowy. Po 1910 okazało się, że kościółek jest za mały i postanowiono go rozbudować. W 1911 wzniesiono wieżę, powiększono nawę i dobudowano ceglaną zakrystię. Po 1945 służył mocno pomniejszonej wspólnocie ewangelickiej. W 1976 zamknięto go i rozebrano zakrystię. Od tamtej pory popadał w ruinę.
Pod koniec lipca 2004 zawalił się fragment ściany. Spowodowane to było warunkami atmosferycznymi. W 2004 lub 2006 roku kościół rozebrano i przeniesiono do odległego o 8 km Warcina. Odbudowany w 2011, służy katolikom. Wyposażenie w większości przeniesiono do Miastka.

## Konstrukcja
Kościół ryglowy z wypełnieniem z cegieł. Dach dwuspadowy, gontowy.